# کارتریج مغناطیسی

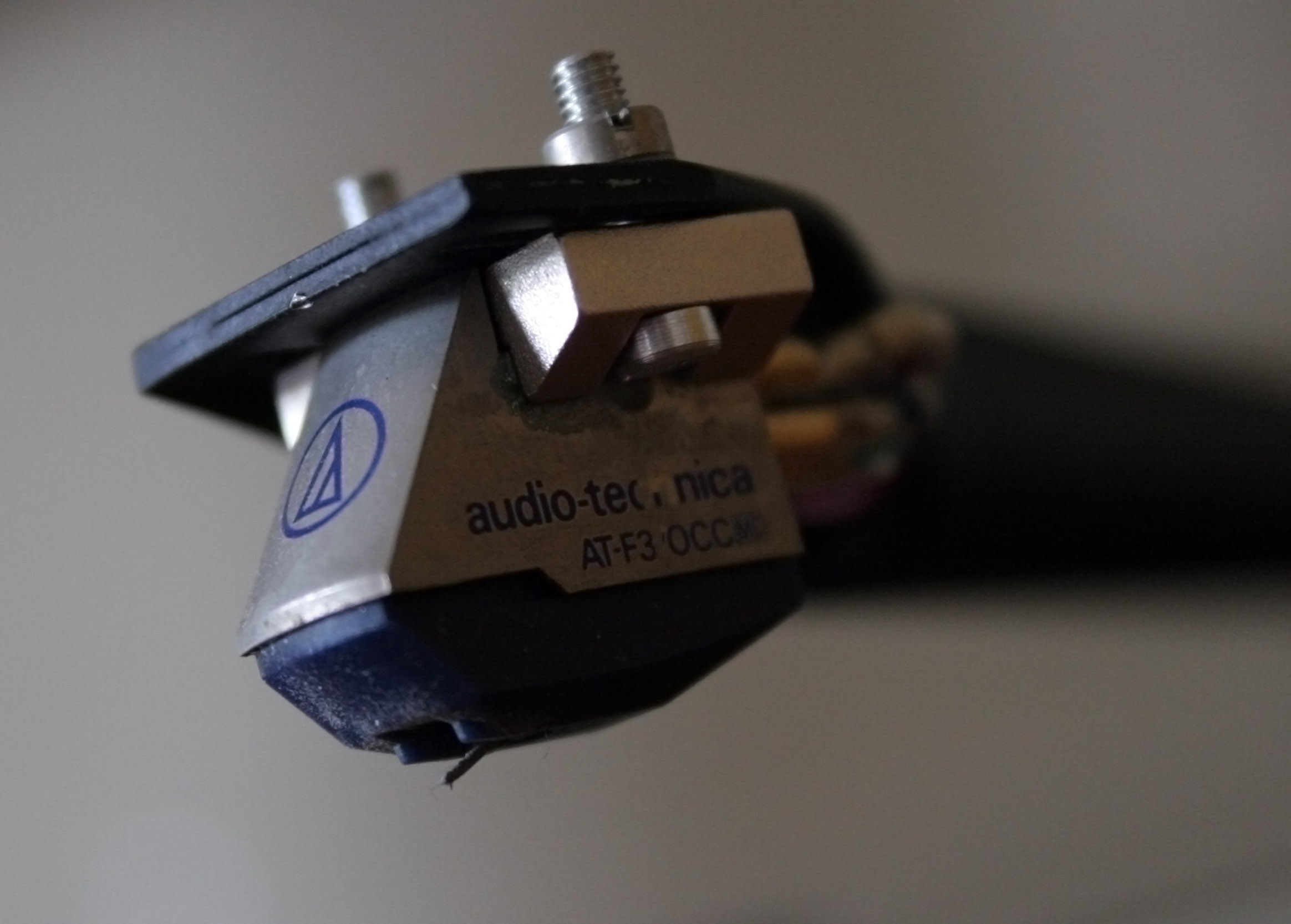

کارتریج مغناطیسی (به انگلیسی: magnetic cartridge) یا کارتریج گرامافون (به انگلیسی: phonograph cartridge) یا کارتریج گرام (به انگلیسی: phono cartridge) یا (محاوره‌ای) پیکاپ (به انگلیسی: pickup) یک مبدل است که برای پخش صفحه‌های گرامافون روی یک گردونهٔ گرامافون استفاده می‌شود. این دستگاه انرژی ارتعاشی مکانیکی قلم سواری در یک شیار رکورد را به یک سیگنال الکتریکی تبدیل می‌کند که پس از آن و سپس تقویت شده و با یک سیستم بلندگو صدا به صوت تبدیل می‌شود.
کارتریج حاوی یک سوزن قابل‌برداشتن یا نصب‌شدهٔ دائمی است که این نوک - معمولاً یک گوهرسنگ مانند الماس یا یاقوت کبود - با شیار صفحه گرام تماس فیزیکی برقرار می‌کند. در اصطلاح عامیانه و در اصطلاحات مربوط به دی‌جی‌کاران، سوزن و گاهی کل کارتریج، اغلب سوزن نامیده می‌شود. همانطور که سوزن شیار دندانه‌دار را دنبال می‌کند، یک طره (cantilever) را که روی آن یک آهنربای دائمی نصب شده است، می‌لرزاند. این آهنربا بین میدان‌های مغناطیسی مجموعه‌ای از پیچه‌های الکترومغناطیسی در کارتریج حرکت می‌کند (یا برعکس: پیچه‌ها روی طره نصب شده‌اند و آهنرباها در کارتریج هستند). میدان‌های مغناطیسی متغیر، جریان الکتریکی را در پیچه‌ها ایجاد می‌کنند. سیگنال الکتریکی تولید شده توسط کارتریج می‌تواند تقویت شده و سپس توسط یک بلندگو به صوت تبدیل شود.